# سيريس (أسطورة)

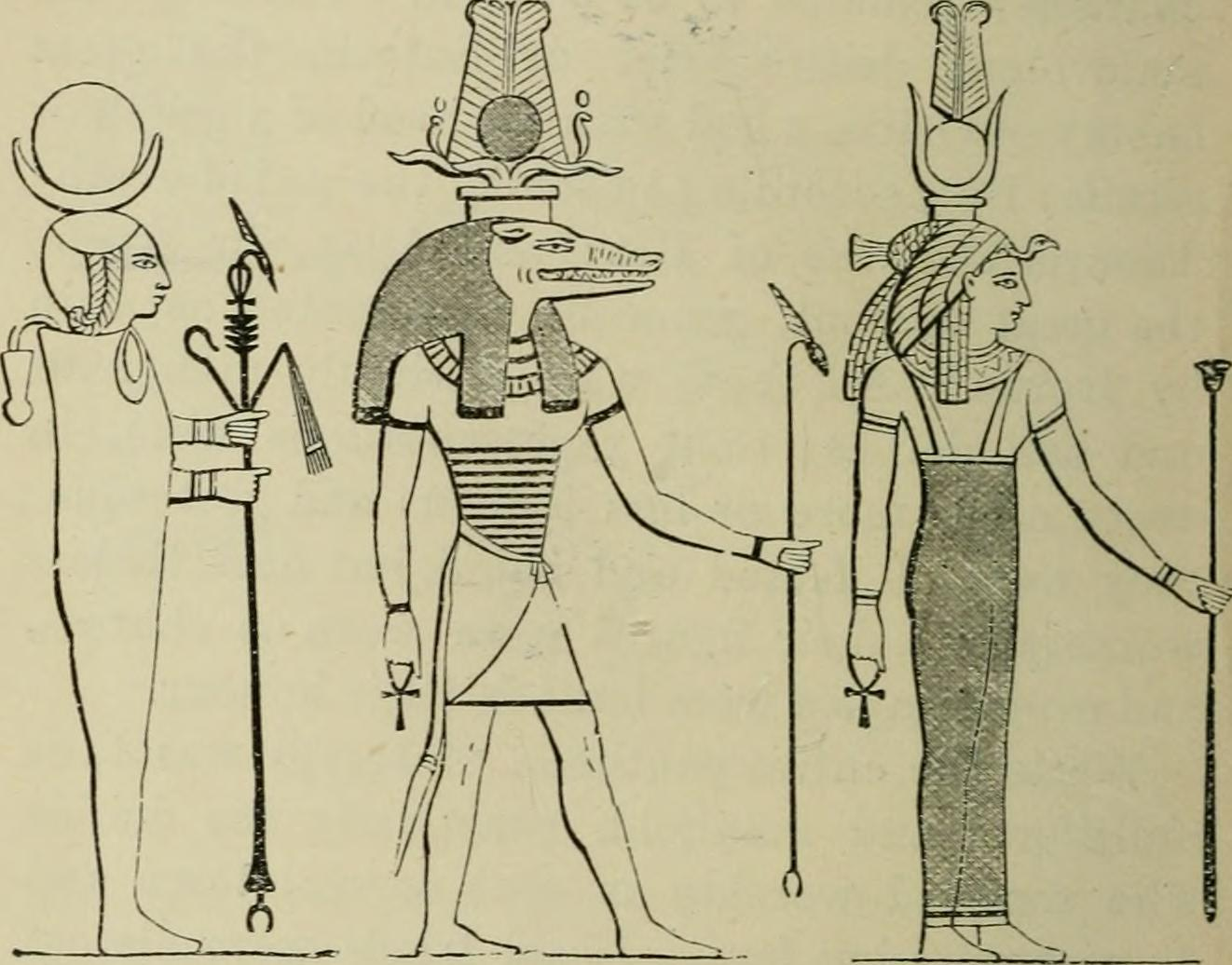
أديان العالم القديم، بما في ذلك مصر وآشور وبابل وبلاد فارس والهند وفينيقيا وإتروريا واليونان وروما

سيريس هي إلهة وشيطانة في الميثولوجيا السومرية و البابلية، ذكر أنها إلهة الشعير وأنها ابنة إلهة الخمر نينكاسي، وذكرت أنها والدة الطائر آنزو.